# Башков Олександр Ілліч
Олександр Ілліч Башков (1914 — ?) — радянський конструктор вугледобувних комбайнів, лауреат державних премій.

## Біографія
Народився в 1914 році в Луганську. Член КПРС з 1940 р
Закінчив Донецький політехнічний інститут (1938).
У 1941—1942 рр. служив в РСЧА. Нагороджений орденом Вітчизняної війни II ступеня (06.04.1985).
З 1942 р — у вугільній промисловості. З 1943 р. інженер, головний інженер, з 1949 р. директор Донецької філії «Гипроуглемаш». З 1956 р. директор організованого на його базі інституту «Дондіпровуглемаш» («Донецький державний науково-дослідний, проектно-конструкторський та експериментальний інститут комплексної механізації шахт») (працював на цій посаді до середини 1980-х рр.).
Кандидат технічних наук (1962).
Сталінська премія 1949 року — за участь у створенні вугільного комбайна «Донбас».
Ленінська премія 1964 року — за участь у створенні та впровадженні комбайнів для механізації виїмки вугілля на крутих пластах Донбасу (комбайни «УКР», «Темп» і «Комсомолець»).
Твори:
- Вуглевидобувний комплекс «Донбас» [Текст] / [А. П. Христенко, С. М. Арутюнян, А. І. Башков и др.] ; Під ред. Башкова А. І. — Москва: Надра, 1978. — 328 с. : Ил .; 22 см.

Син — Євген Олександрович Башков, доктор технічних наук, професор, проректор з наукової роботи Донецького національного технічного університету, лауреат Державної премії України.